# Nuoto ai Giochi della III Olimpiade - 220 iarde stile libero
I 220 iarde stile libero erano una delle nove gare del programma di nuoto dei Giochi della III Olimpiade di Saint Louis, presso Forest Park. Si svolse il 6 settembre 1904. Vi parteciparono quattro nuotatori, provenienti da due nazioni.
Fu la seconda volta che si tenne una competizione su questa distanza alle Olimpiadi, sebbene la sola volta in cui si usavano le iarde al posto dei metri. La lunghezza, circa 201 metri, era dunque leggermente più lunga di quella su sui si era svolta la gara delle II Olimpiadi del 1900 e che ritornò nel 1968 con le XIX Olimpiadi.

## Risultati
Si disputò direttamente la finale. Charlie Daniels si riprese dopo il suo secondo posto del giorno prima nelle 100 iarde stile libero e vinse facilmente questa gara, battendo lo statunitense Frank Gailey e il tedesco Emil Rausch. Daniels vinse su Gailey con un distacco inferiore ai due secondi.

### Finale
| Posizione | Atleta          | Paese       | Tempo  |
| --------- | --------------- | ----------- | ------ |
|           | Charlie Daniels | Stati Uniti | 2'44"2 |
|           | Frank Gailey    | Stati Uniti | 2'46"0 |
|           | Emil Rausch     | Germania    | 2'56"0 |
| 4         | Edgar Adams     | Stati Uniti | ---    |